# 錫爾克霍普 (北卡羅萊納州)
錫爾克霍普（英語：Silk Hope）是位於美國北卡羅萊納州查塔姆縣的非建制地區。

## 歷史
錫爾克霍普的郵局於1882年設立，其後於1909年停運。

## 地理
錫爾克霍普所處的海拔為高於海平面199米（即653英呎），而該地所採用的時區為UTC-5，即北美东部时区（EST）。同時該地設有夏令時間，為UTC-5調快一小時，即UTC-4（EDT）。